# Castello di Tiorre
Il castello di Tiorre era un maniero medievale, che sorgeva a Tiorre, piccola frazione di Langhirano, in provincia di Parma.

## Storia
Il castello fu edificato probabilmente nella prima metà dell'XI secolo dalla famiglia di Attone de Comitatu Parmensi, appartenente a una famiglia di conti o di ricchi militari, proveniente da Parma o dalle sua immediate vicinanze; nel 1049 la nipote Gisla, figlia di Arduino e vedova di Rolando, firmò nel maniero l'atto di donazione al Capitolo della Cattedrale di Parma delle terre di Palasone e Viarolo.
Nel 1091 l'edificio risultava abitato da Aslasia, figlia di Alberto, esattore delle gabelle di Parma, la quale donò alcuni beni alla chiesa di San Pietro e alla cattedrale.
In seguito la fortificazione passò sotto il diretto controllo del Comune di Parma, come dimostrato da uno statuto del 1258 in cui si ordinava la piantagione di ulivi nella zona circostante il castello.
Agli inizi del XIV secolo gli Scorza presero possesso del maniero; nel 1316 Cabrietto Scorza vi ospitò Giberto III da Correggio in seguito alla sua cacciata da Parma, ma l'anno seguente le truppe parmigiane cinsero d'assedio il forte, costringendo il proprietario alla resa; il maniero, restituito al Comune di Parma, fu dato alle fiamme; le mura e il piccolo borgo furono completamente distrutti, mentre si salvò soltanto la torre del mastio.
Durante gli scontri che opposero nei primissimi anni del XV secolo i Terzi e i Rossi, questi ultimi si impossessarono del feudo e vi edificarono una bastia; nel 1405 Giacomo Terzi, dopo aver conquistato i manieri di Mamiano, di Pariano e di Lesignano, assediò ed espugnò anche la fortificazione rossiana di Tiorre. La situazione si ribaltò quattro anni dopo, in seguito all'uccisione di Ottobuono de' Terzi; la moglie e il fratello Giacomo si rifugiarono nel castello di Guardasone e, temendo di perdere la bastia di Tiorre, inviarono un manipolo di guastatori allo scopo di raderla al suolo; il giorno seguente i Rossi approfittarono delle parziali distruzioni per riprenderne possesso e fortificarla.
Nel 1415 l'imperatore del Sacro Romano Impero Sigismondo di Lussemburgo investì ufficialmente del feudo Pier Maria I de' Rossi, che ne ricevette conferma anche nel 1425 da parte del duca di Milano Filippo Maria Visconti.
Nel 1465 Pier Maria II de' Rossi destinò nel testamento Tiorre al figlio illegittimo Ottaviano, che tuttavia morì prima del padre, al quale nel 1470 il duca Galeazzo Maria Sforza confermò l'investitura feudale.
Durante la guerra dei Rossi, il maniero, ormai da tempo in rovina, cadde nelle mani dei milanesi e nel 1482 Ludovico il Moro lo restituì al Comune di Parma, che ne rivendicava il possesso.
Nei decenni successivi il castello degradò ulteriormente e fu completamente abbandonato; San Michele Tiorre divenne sede di giurisdizione feudale, comprendente oltre a Tiorre anche i borghi di Barbiano, Paderno e San Michele Gatti. Il feudo fu assegnato verso la fine del XVI secolo dai Farnese al conte Cosimo Masi, che morì nel 1600, lasciando tutti i suoi averi, ma anche i suoi ingenti debiti, al figlio Giovan Battista; quest'ultimo fu quindi costretto nel 1604 a vendere i diritti e i beni a Gian Antonio e Lelio Sozzi.
In seguito dell'antico maniero, collocato probabilmente sul colle nei pressi della vecchia chiesa di Tiorre, si persero anche le ultime tracce.